# Korbelova Lhota
Korbelova Lhota je malá vesnice, část města Velké Opatovice v okrese Blansko. Nachází se asi 4 km na západ od Velkých Opatovic. Je zde evidováno 19 adres. Trvale zde žije 34 obyvatel.
Korbelova Lhota je také název katastrálního území o rozloze 2,13 km².
V letech 1926 a 1927 probíhala dostavba a úprava obecní silnice s průjezdem obce Korbelova Lhota v délce 240 metrů. Plánované náklady činily 17 000 Kč.